# Шоковый коридор
«Шоковый коридор» (англ. Shock Corridor) — кинофильм режиссёра Сэмюэла Фуллера, вышедший на экраны в 1963 году и рассказывающий о журналисте, который притворяется сумасшедшим, чтобы попасть в психиатрическую клинику и раскрыть там убийство пациента. Лента получила ряд призов на кинофестивалях, а в 1996 году была включена в Национальный реестр фильмов.
Фильм снят в чёрно-белом изображении за исключением трёх цветных документальных вставок, показывающих видения пациентов психиатрической клиники.

## Сюжет
Журналист Джонни Барретт, жаждущий получить Пулитцеровскую премию, при помощи редактора газеты и знакомого психиатра разрабатывает план по написанию сенсационного материала: притвориться сумасшедшим и попасть в психиатрическую клинику, в которой произошло нераскрытое убийство, чтобы раскрыть его. Подруга Барретта Кэти притворяется его сестрой, к которой тот пристаёт, сам Барретт также симулирует сумасшествие. В итоге его помещают в лечебницу.
Расследование и знакомство с пациентами происходят медленно, к тому же после одного из происшествий на Барретта надевают смирительную рубашку и назначают ему шоковую терапию. У самого Барретта постепенно начинают проявляться симптомы психического заболевания: он сам начинает верить в то, что Кэти это его сестра.
Постепенно Барретту удаётся поговорить с тремя свидетелями убийства: они сидели под столом на кухне, когда пациент Слоун был убит ножом. Первый свидетель Стюарт, ветеран Корейской войны и бывший приверженец коммунистических идей, теперь считает себя генералом Стюартом, находящимся на полях Гражданской войны. В минуту просветления он сообщает Барретту, что убийца был в белых брюках — это означает, что это был не пациент, а кто-то из медперсонала. Второй свидетель, чернокожий Трент, был одним из первых, кто участвовал в процессе десегрегации американских учебных заведений, однако из-за издевательств сошёл с ума и стал считать себя членом Ку-Клукс-Клана, постоянно произнося обличительные речи о превосходстве белых. Он говорит Барретту, что знает, кто убийца, но до очередного приступа успевает сказать только, что это не врач, а санитар. Наконец, третий свидетель, бывший физик Боуден, теперь считает себя 6-летним мальчиком, который постоянно рисует. Он сообщает Барретту фамилию убийцы — Уилкс: он убил Слоуна, потому что Слоун хотел рассказать главврачу о насилии Уилкса над женщинами-пациентками. Однако психика Барретта уже настолько деградировала, что он забывает имя убийцы, хотя признаётся главврачу больницы, что знает, кто убил Слоуна.
Во время одного из прояснений сознания Барретт вспоминает фамилию Уилкса и набрасывается на него. В драке, готовый убить Уилкса, он добивается от того признания в том, что это он убил Слоуна, при этом больные и медперсонал слышат это. После этого Барретт просит главврача позвонить редактору газеты, чтобы тот подтвердил, что Барретт был «подсадным» пациентом клиники.
Проходит несколько недель. Барретт публикует сенсационный репортаж, но его состояние вновь ухудшается. Его психика непоправимо расшатана, и он возвращается в больницу навсегда. Кэти с плачем прощается с ним, находящемся уже в кататоническом состоянии.

## В ролях

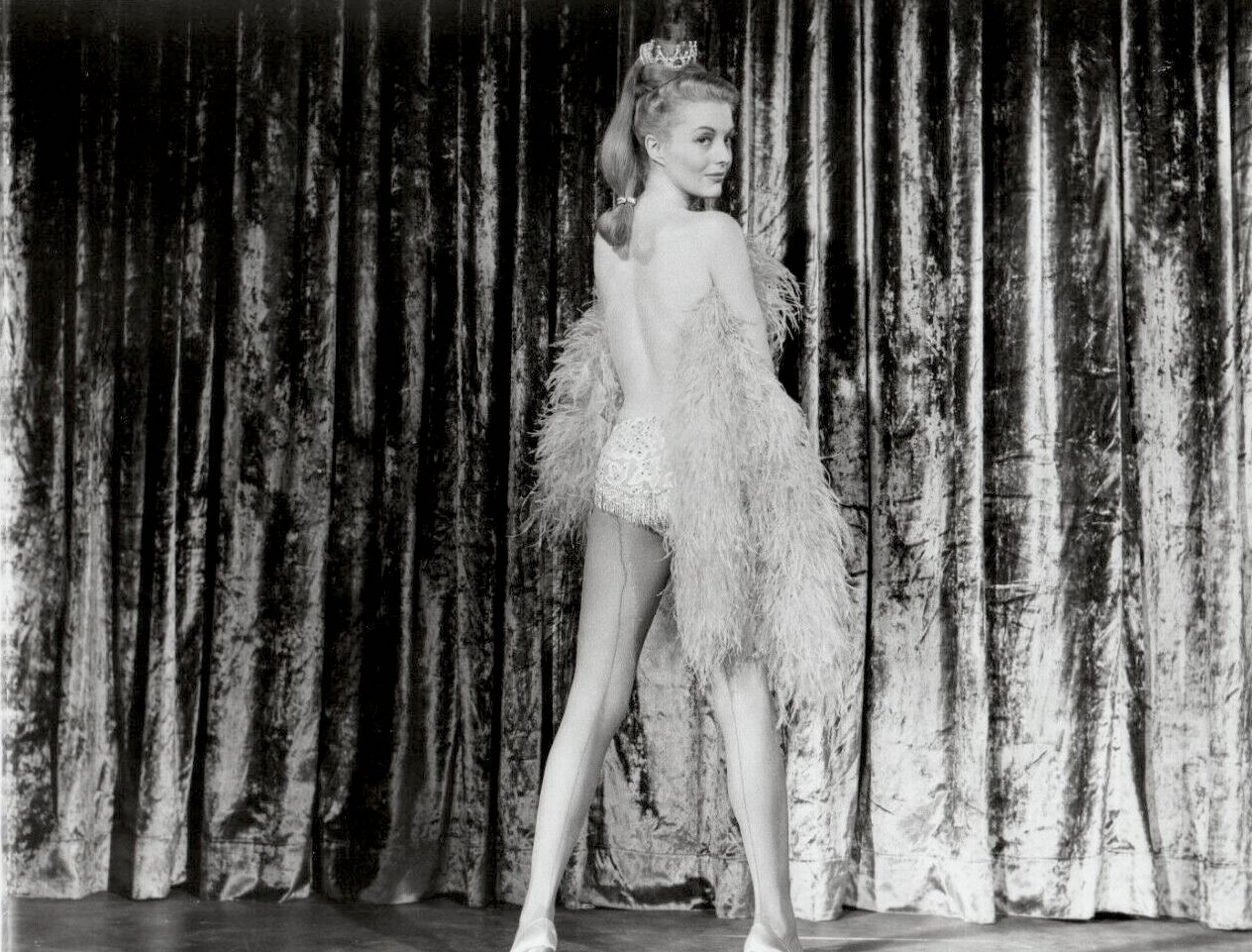
Кэти на сцене (кадр из фильма)

- Питер Брек — Джонни Барретт
- Констанс Тауэрс — Кэти
- Джин Эванс — Боден
- Джеймс Бест — Стюарт
- Хари Роудс — Трент
- Ларри Такер — Пальяччи
- Чак Роберсон — Уилкс
- Пол Дубов — доктор Дж. Л. Менкин
- Филип Ан — доктор Фонг

## История создания
По свидетельству Фуллера, фильм был снят за 10 дней в одном интерьере.

## Награды
- 1964 — Номинация на премию «Золотой глобус» в категории «лучший актёр-дебютант» (Ларри Такер)
- 1966 — приз «Золотой колос» на Вальядолидском кинофестивале